# Complejo Deportivo Frans Figaroa
El Complejo Deportivo Frans Figaroa (en papiamento: Compleho Deportivo Frans Figaroa también en Neerlandés: Stadion Frans Figaroa)  es el nombre que recibe una infraestructura deportiva que se usa principalmente para la práctica del fútbol en la localidad de Noord, en el territorio dependiente de Aruba que tiene estatus de País autónomo del Reino de los Países Bajos. El espacio tiene capacidad para recibir hasta 1.500 personas aproximadamente. Cuenta con una superficie cubierta de hierba.
Recibe su nombre por Francisco Dominico "Frans" Figaroa  un político arubeño de la UNA y posteriormente eurodiputado. Fue ministro de Educación de las Antillas Neerlandesas de 1961 a 1962, presidente de los Estados de las Antillas Neerlandesas de 1975 a 1976 y posteriormente gobernador de Aruba de 1979 a 1982. Hablaba papiamento, neerlandés y obtuvo un diploma en español.